# Maglia (futebolista)
Maglia Amelly Soares de Lima, mais conhecido como Maglia (São Paulo, 20 de novembro de 1990), é uma futebolista brasileira que atua como meio-campistas. Atualmente joga no São Paulo Futebol Clube.
Participou da equipe da Ferroviária, que venceu o campeonato brasileiro em 2019.

## Carreira
A Atleta estreou no Corinthians em 9 de abril de 2017. Vinda do Santos Futebol Clube, a jogadora disputou os Campeonatos Brasileiro e Paulista pela equipe do Parque São Jorge. Em seu primeiro jogo, o Corinthians venceu AD Centro Olímpico por 4 a 0, em partida válida pelo Campeonato Paulista de 2017. Na ocasião, a jogadora começou a partida no banco de reservas no Indefinido.
Em sua última partida em 8 de agosto de 2018, o Corinthians venceu Sport por 3 a 1, em partida válida pelo Campeonato Brasileiro Feminino A1 de 2018. Maglia entrou em campo durante a partida após começar a partida no banco de reservas da Fazendinha.

## Estatísticas
| Grêmio    | Jogos | Vitórias | Empates | Derrotas | Gols pró | Gols contra | Saldo de gols | Aproveitamento |
| --------- | ----- | -------- | ------- | -------- | -------- | ----------- | ------------- | -------------- |
| Mandante  | 9     | 6        | 2       | 1        | 43       | 9           | 34            | 74.1%          |
| Visitante | 6     | 4        | 0       | 2        | 28       | 9           | 19            | 66.7%          |
| Local     | 15    | 10       | 2       | 3        | 71       | 18          | 53            | 71.1%          |

## Clubes
- Esporte Clube São José - 2013
- Santos Futebol Clube - 2015 e 2016
- Sport Club Corinthians Paulista - 2017 e 2018
- Associação Ferroviária de Esportes - 2019 e 2020
- Grêmio futebol Porto Alegrense - 2021
- São Paulo Futebol Clube - 2022 e 2023